# Clara Kimball Young

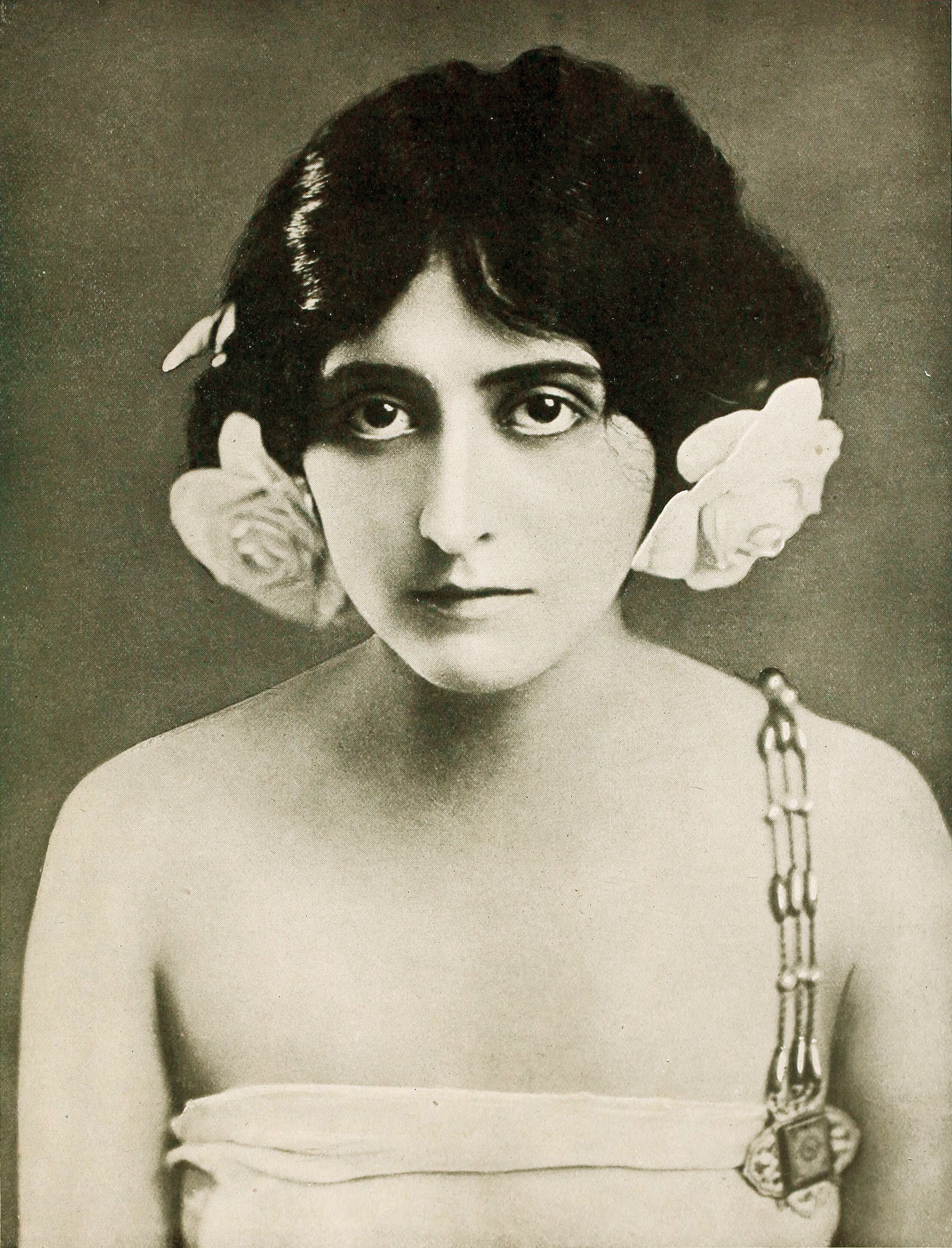
Clara Kimball Young (1916)

 Clara Kimball Young  (* 6. September 1890 in Chicago, Illinois; † 15. Oktober 1960 in Los Angeles, Kalifornien) war eine US-amerikanische Schauspielerin. Von 1909 bis in die frühen 1940er Jahre war sie in mehr als 160 Filmproduktionen zu sehen.

## Leben
Kimball Young stand bereits als Kleinkind im Alter von drei Jahren mit ihren Eltern, den Wanderschauspielern Edward M. Kimball und Pauline Kimball, auf der Bühne. Gemeinsam mit ihrem Ehemann, dem Schauspieler und späteren Regisseur James Young, fand sie 1909 eine Anstellung bei der Filmproduktionsgesellschaft Vitagraph. Ihre Eltern folgten 1912. Kimball Youngs erste Filme waren meist unter der Regie von J. Stuart Blackton. Mit leichten Melodramen und romantischen Komödien spielte sich Kimball Young bis Mitte der 1910er Jahre in die erste Riege der Filmdarstellerinnen. Insbesondere ihre Rollen neben dem männlichen Vitagraph-Star Earle Williams, wie der 1914 unter der Regie von James Young entstandene My Official Wife, brachten ihr Publikumserfolge.
Lewis J. Selznick brachte das Ehepaar Young 1914 für seine neu gegründete Filmgesellschaft World Film Corporation unter Vertrag. Ihre erste Rolle war das von ihrem Vater, gespielt von Alec B. Francis, wieder zum Leben erweckte Mädchen Lola im gleichnamigen Film; Regie führte James Young. Im folgenden Jahr hatte Kimball Young eine Affäre mit Selznick. Nach The Heart of Blue Ridge (1915) führte James Young nie wieder Regie bei einem Film seiner Frau. Nach einer dreijährigen Schlammschlacht wurde die Ehe 1919 geschieden.
Selznick gründete mit ihr 1916 die Clara Kimball Young Film Corporation. Für die ersten Filme The Foolish Virgin (1916), The Common Law (1916) und The Easiest Way (1917) wurde der französische Regisseur Albert Capellani engagiert. Kimball Young wandte sich 1917 von dem sie persönlich und finanziell kontrollierenden Selznick ab und band sich geschäftlich und amourös an den Filmregisseur und Produzenten Harry Garson. Ihr Noch-Ehemann James Young griff Garson Anfang 1917 daraufhin vor dem Astor Theatre in New York mit einem Messer an. Garson, Kimball Young und Selznick setzten sich unterdessen gerichtlich über angeblich unterschlagene Einnahmen und Auftrittsrechte Kimball Youngs auseinander. Kimball Young produzierte mit Hilfe von Garson ihre Filme fortan selbst und vertrieb sie gemäß der Einigung mit Selznick über die Select Picture Corporation von Selznick und Adolph Zukor. Neben Jack Holt und Tully Marshall gelang ihr unter der Regie von Allan Dwan mit Cheating Cheaters (1919) ein auch von Kritikern bejubelter Erfolg. Nach dem folgenden Film The Better Wife (1919) beendete sie einseitig die Geschäftsbeziehung zu Selznick.
Mit der Filmproduktionsgesellschaft Garson Productions and Equity erlangte Kimball Young erstmals tatsächliche Unabhängigkeit in Produktion und Vermarktung ihrer Filme. Die erste Produktion Eyes of Youth (1919) mit Gareth Hughes war außerordentlich erfolgreich wie zuletzt zuvor My Official Wife und spielte das benötigte Startkapital ein. Selznick gewann ein von ihm gegen Kimball Young angestrengtes Verfahren wegen Nichterfüllung des Vertrages. Ihm wurden 25.000 US-Dollar für jeden der zehn nächsten Clara-Kimball-Young-Filme zugesprochen. Bei den folgenden neun Filmen mit Clara Kimball Young führte Garson Regie, ohne sonderlich für diese Aufgabe talentiert zu sein. Die Kritiken wurden von Film zu Film schlechter. Garson und Young gaben ihre Produktionsgesellschaft 1922 auf.
Ihr neuer Produzent Sam Zierler ließ Garson nicht mehr Regie führen, sondern setzte erfahrenere Regisseure wie Wallace Worsley (Enter Madame, 1922) und King Vidor (The Woman of Bronze, 1923) ein. Ihre Karriere konnte er damit nicht retten, sie galt bereits als für ihren Rollentypus „zu alt“. Nach 1925 verdingte sie sich in Vaudeville-Theatern.
Mit Beginn der Tonfilmzeit bekam sie ab Anfang der 1930er Jahre wieder einige Filmauftritte. Nach einer komischen Rolle in Kept Husbands spielte sie Hauptrollen in Women Go on Forever und Mother and Son (alle drei 1931). Doch danach wurde sie nur noch als Kleindarsteller eingesetzt. Eine prominente Rolle gab ihr Cecil B. DeMille in Hollywood Extra Girl (1935), einem kurzen Werbefilm für seine Großproduktion Kreuzritter – Richard Löwenherz (1935), an dem Kimball Young nur als Statist beteiligt war. Ihre letzte Rolle hatte sie 1941 in William Beaudines Mr. Celebrity, in dem sie gemeinsam mit Francis X. Bushman zwei frühere Stummfilmstars unter ihren tatsächlichen Namen darstellen.
Im Jahr 1960 wurde Clara Kimball Young mit einem Stern auf dem Hollywood Walk of Fame geehrt. Sie liegt auf dem Grand View Memorial Park in Glendale begraben.

## Filmografie (Auswahl)
- 1910: The Sepoy‘s Wife (Kurzfilm)
- 1910: The Last of the Saxons (Kurzfilm)
- 1912: Half a Hero
- 1912: A Vitagraph Romance (Kurzfilm)
- 1912: Lord Browning and Cinderella (Kurzfilm)
- 1913: Beau Brummel (Kurzfilm)
- 1913: Delayed Proposals (Kurzfilm)
- 1913: Beauty Unadorned (Kurzfilm)
- 1914: Goodness Gracious (Kurzfilm)
- 1914: My Official Wife
- 1914: Lola
- 1915: The Heart of Blue Ridge
- 1915: Hearts in Exile
- 1915: Trilby
- 1915: Camille
- 1916: The Yellow Passport (verschollen)
- 1916: The Foolish Virgin
- 1916: The Common Law
- 1917: The Easiest Way
- 1917: The Price She Paid
- 1917: Magda
- 1919: Cheating Cheaters
- 1919: The Better Wife
- 1919: Eyes of Youth
- 1920: Mid-Channel
- 1921: Hush
- 1921: What No Man Knows
- 1922: The Worldly Madonna
- 1922: The Hands of Nara
- 1922: Enter Madame
- 1923: The Woman of Bronze (verschollen)
- 1923: A Wife’s Romance
- 1925: Lying Wives
- 1931: Kept Husbands
- 1931: Women Go on Forever
- 1931: Mother and Son
- 1935: Hollywood Extra Girl (Kurzfilm)
- 1941: Mr. Celebrity